# Andrea Bacci

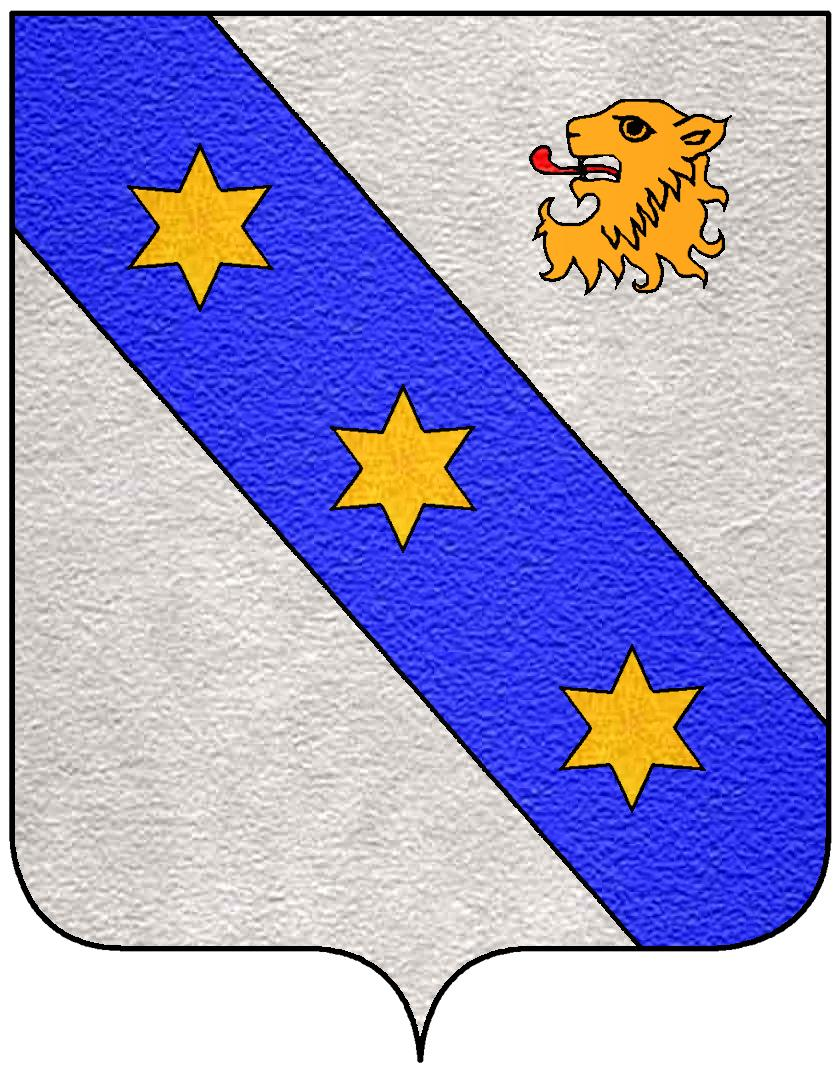
Stemma Bacci

Andrea Bacci (Sant'Elpidio a Mare, 1524 – Roma, 24 ottobre 1600) è stato un filosofo, medico e scrittore italiano.

## Biografia
Andrea Bacci, di nobile famiglia, studiò a Matelica presso Gian Paolo Perriberti, a Siena ed infine a Roma protetto dall'elpidiense Modestino Cassini che era l'archiatra pontificio di papa Pio V. Laureatosi in medicina iniziò a svolgere l'attività a Serra San Quirico. Nel 1552 torna a Roma protetto dal cardinale Ascanio Colonna. Dopo avere scritto nel 1558 l'opera Del Tevere, della natura..., nel 1571 pubblica il De Thermis, un libro sulle acque, la loro storia e le qualità terapeutiche che venne accolto con entusiasmo dalla società scientifica papalina e fu oggetto di molte ristampe. Dopo aver ottenuto nel 1567 la cattedra di Botanica presso l'Università La Sapienza e nel 1576 l'iscrizione all'albo dei cittadini romani, nel 1586 Papa Sisto V lo nomina Archiatra pontificio. 
Si autodefinì Andrea Baccius Philosophus, Medicus Elpidianus et Civis Romanus.

## Opere

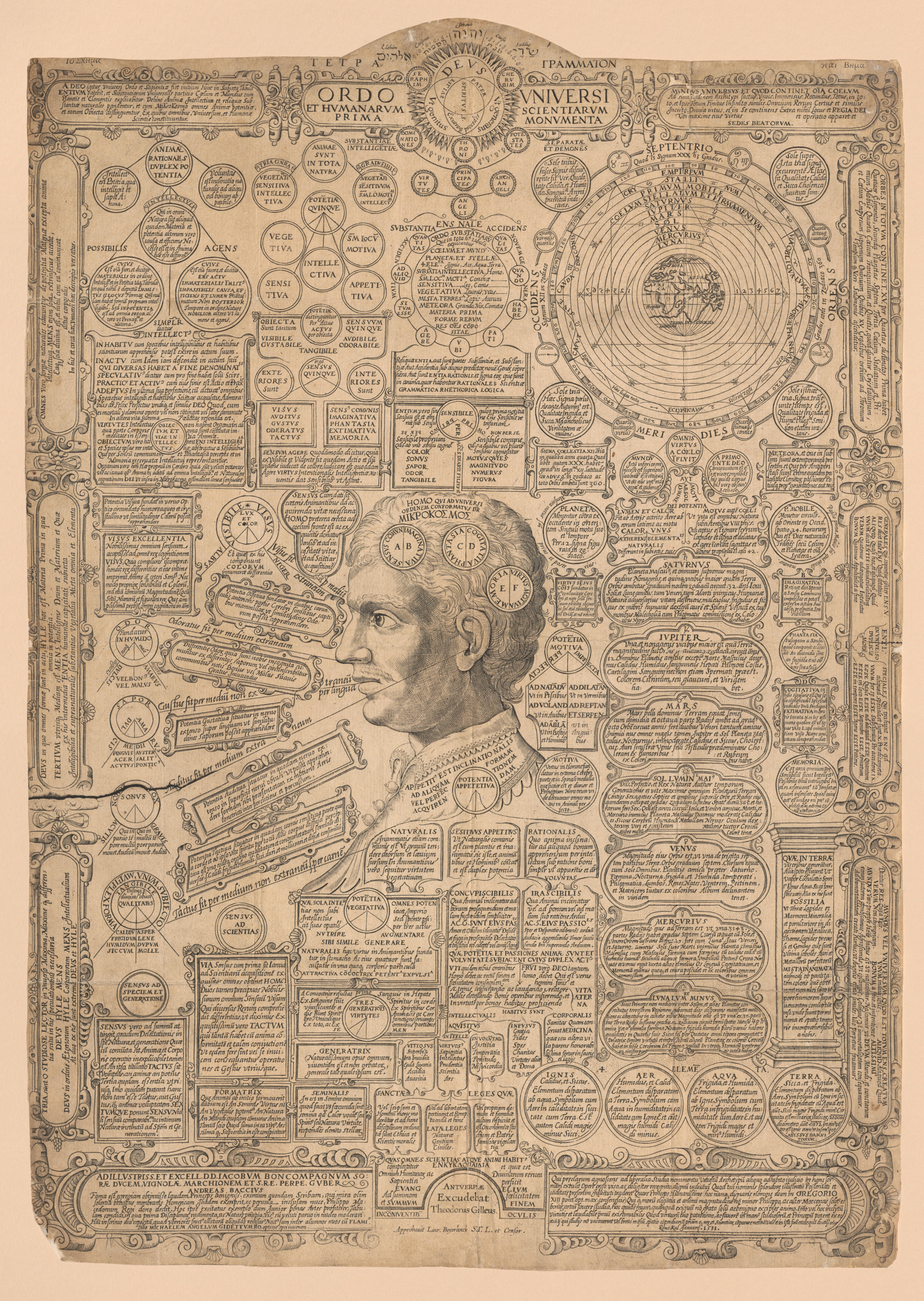
Ordo universi et humanarum scientiarum prima monumenta ab Andrea Baccio delineatus, anno 1596 divulgatus

- Delle acque albule di Tivoli, Delle acque acetose presso Roma e delle acque d'Anticoli
- Delle acque della terra bergamasca
- Del Tevere, In Venetia, 1576.
- Tabula semplicim medicamentorum
- De venenis et antidotis
- Della gran bestia detta alce e delle sue proprietà e virtù
- Delle dodici pietre preziose della loro forza ed uso
- L'Alicorno
- Ordo universi et humanarum scientiarum prima monumenta, Antverpiae, Theodorus Galleus
- De Thermis, Venetiis, apud Vincentium Valgrisum, 1571.
- De naturali vinorum historia, 1595:
  - Libro I - Temi relativi alla vinificazione e conservazione dei vini
  - Libro II - Consumo dei vini in rapporto alle condizioni di salute
  - Libro III - Caratteristiche peculiari dei vini
  - Libro IV - Uso dei vini nell'antichità classica
  - Libro V - Vini delle varie parti d'Italia
  - Libro VI - Vini importati a Roma
  - Libro VII - Vini stranieri